# Bolitoglossa guaramacalensis
Espèce
Statut de conservation UICN

 VU D2 : Vulnérable
Bolitoglossa guaramacalensis est une espèce d'urodèles de la famille des Plethodontidae.

## Répartition
Cette espèce est endémique de l'État de Trujillo au Venezuela. Elle se rencontre à Boconó entre 1 900 et 2 400 m d'altitude dans le massif de Guaramacal dans la cordillère de Mérida.

## Description
La femelle holotype mesure  132,7 mm de longueur totale dont 63,3 mm pour la queue et le mâle paratype 103,2 mm de longueur totale dont 54,9 mm pour la queue

## Étymologie
Son nom d'espèce, composé de guaramacal et du suffixe latin -ensis, « qui vit dans, qui habite », lui a été donné en référence au lieu de sa découverte, Guaramacal.

## Publication originale
- Schargel, García-Pérez & Smith, 2002 : A new species of Bolitoglossa (Caudata: Plethodontidae) from the Cordillera de Merida, Venezuela. Proceedings of the Biological Society of Washington, vol. 115, no 3, p. 534-542 (texte intégral).